# ولادیمیر بادیانسکی
ولادیمیر بادیانسکی (۲۵ مارس ۱۸۹۴–۱۰ دسامبر ۱۹۶۶) مهندس فرانسوی با اصالت روسی و متخصص در معماری مدرن بود.